# Morbus Canavan
Der Morbus Canavan gehört zu den genetisch verursachten Leukodystrophien. Durch die Degeneration der weißen Substanz schwillt das Gehirn an und das Myelin wird schwammig, weswegen manchmal auch von der spongiösen Degeneration des Nervensystems gesprochen wird.
Die neurodegenerative Erkrankung wurde nach Myrtelle Canavan benannt, die diese Erkrankung 1931 – unter der Annahme einer Schilder-Krankheit – beschrieb. Verantwortlich ist eine Mutation auf dem kurzen Arm des Chromosoms 17.

## Epidemiologie
Die Canavan-Erkrankung wird autosomal-rezessiv vererbt. Die Erkrankung kommt in allen Ethnien vor, etwas gehäuft jedoch bei ashkenazisch-jüdischen Menschen und arabischen Menschen aus Saudi-Arabien.

## Klinik
Bei der Geburt sind die betroffenen Kinder unauffällig. Bei der häufigsten infantilen Form treten die ersten Symptome zwischen dem 3. und 9. Lebensmonat auf. Die Kinder fallen durch Rückschritte in der psychomotorischen Entwicklung (fehlende Kopfkontrolle, muskuläre Hypotonie) und einem Makrocephalus auf.
Im Verlauf zeigen die Kinder vor allem eine Störung der motorischen Entwicklung. Freies Sitzen, Stehen, Laufen und Sprechen ist den Kindern nicht möglich. Weitere neurologische Symptome sind spastische Lähmungen, zerebrale Krampfanfälle und Schluckstörungen. Zudem liegt eine optische Atrophie vor, die das Sehvermögen stark mindert aber nicht zur Erblindung führen muss.
Neben der infantilen Form gibt es noch folgende Formen:
- angeborener Morbus Canavan: Auftreten der Symptomatik ab der Geburt; die Lebenserwartung beträgt wenige Tage oder Wochen
- juveniler Morbus Canavan: verspätetes Auftreten der Symptomatik und langsamere Progression; die Patienten überleben oft bis ins zweite Lebensjahrzehnt

Bei guter ärztlicher und pflegerischer Betreuung können die Kinder heute das Teenageralter erreichen.

## Ursache
Die Erkrankung basiert auf einem genetisch bedingten Mangel des Enzyms Aspartoacylase, welches ausschließlich im Gehirn vorkommt und dort N-Acetylaspartat (NAA; N-Acetylaspartic Acid) abbauen sollte. Die Aggregation von NAA führt zur spongiösen Veränderung und zur Schwellung des Gehirns. Zudem wird dadurch die weiße Substanz im Gehirn geschädigt. Genauer gesagt, geht Myelin verloren, wodurch die Informationsübermittlung zwischen den einzelnen Gehirnregionen nicht mehr funktioniert. Die Funktionsbeeinträchtigung der Neuronen entsteht also sekundär über den Verlust von Myelin.
Die Mutationen, die zur Erkrankung führen, liegen im ASPA-Gen, das sich auf dem kurzen Arm des Chromosom 17 befindet und das Enzym Aspartoacylase codiert.

## Diagnose
Die Störung der weißen Substanz kann durch eine Schädel-Magnetresonanztomographie (MRT) entdeckt werden.
Typische Befunde sind:
- Läsionen der subkortikalen weißen Substanz von Groß- und Kleinhirn
- Im Verlauf zentripetale Ausbreitung der Schädigung der weißen Substanz
- Symmetrie der Veränderungen
- Befall von Globus pallidus und Thalamus unter Aussparung von Putamen und Nucleus caudatus

Differentialdiagnostisch ist im MRT hauptsächlich die Ahornsirupkrankheit abzugrenzen.
Bestätigt wird die Diagnose über den Nachweis von stark erhöhtem NAA im Harn. Dieser Test ist für die Canavan-Krankheit spezifisch und reicht als Diagnose aus. Alternativ dazu kann die Aktivität der Aspartoacylase in kultivierten Hautzellen bestimmt werden. Des Weiteren können molekulargenetische Untersuchungen des ASPA-Gens durchgeführt werden.
Bei Fällen der Canavan-Erkrankung in der Familie kann auch eine Pränataldiagnostik bei einer weiteren Schwangerschaft durchgeführt werden. Die häufigsten verursachenden Mutationen können durch eine Amniozentese oder eine Chorionzottenbiopsie im Falle der Erkrankung nachgewiesen werden. Auch bei keiner spezifischen Mutation in der DNA kann die Diagnose Morbus Canavan durch eine Erhöhte NAA-Konzentration in der amniotischen Flüssigkeit gestellt werden.

## Therapie
Es gibt derzeit keine Möglichkeit, die Ursache der Erkrankung zu behandeln. So können nur unterstützende Maßnahmen gesetzt werden.
Jedoch wird schon seit einigen Jahren versucht, die Erkrankung mittels Gentherapie zu heilen. So wird versucht, das fehlende ASPA-Gen mittels einer viralen Genfähre mittels Adenoviren in das Gehirn einzubringen. Damit konnte zwar im Tiermodell die Konzentration von N-Acetylaspartat gesenkt werden, jedoch blieb die weiße Substanz weiterhin spongiös. Auch eine verbesserte Genfähre und frühere Anwendung brachten keine zufriedenstellenden Erfolge.